# دارکوب‌های پردیسی
دارکوب‌های پردیسی (نام علمی: Pardipicus) یک سرده از پرندگان خانوادهٔ دارکوبان است که بومی جنگل‌های بارانی گرمسیری آفریقا است. بیشتر گونه‌ها بومی جنگل‌ها و ساوانا هستند تا جنگل‌های عمیق، و چندین گونه استراتژی‌های جستجوی گیاهی یا زمینی را نشان می‌دهند.

## غذایابی
شاهپرهای دم آنها تنها تا حدی سفت شده‌است (برای تکیه به درختان)، و به آسانی به جستجوی غذای زمینی می‌روند. مورچه‌ها و موریانه‌ها بخش‌های مهم رژیم غذایی آنها را تشکیل می‌دهند. اینها زبان منعطف و چسبنده دارند.